# Cerveja Rio Carioca
A Cerveja Rio Carioca é uma microcervejaria com sede no Rio de Janeiro de sociedade de responsabilidade limitada produtora de cerveja artesanal. 

## História
A Cerveja Rio Carioca foi fundada na cidade do Rio de Janeiro, no mês de março de 2015, no bairro de Jacarepaguá.
O debute da marca oficialmente no mercado remonta à 29 outubro de 2015, no evento de cervejas artesanais Downtown Oktoberfest, que ocorre em um shopping conhecido no bairro da Barra da Tijuca.
A empresa foi fundada pelos cariocas João Ricardo de Souza Vieira, Luiz Carlos dos Santos Vieira e Luiz Eduardo de Souza Vieira, sendo o último, o cervejeiro da empresa formado pelo ICB - Instituto da Cerveja Brasil /  TUM – Technische Universitat München e também responsável pelo desenvolvimento de novos produtos. 
No início o foco da empresa era desenvolver produtos que atendessem o gosto e preferência dos cariocas, cervejas puro malte de qualidade, com bastante refrescância e drinkability. 

## Produção
A Rio Carioca é uma microcervejaria artesanal cigana que distribui sua produção por diversas plantas industriais pelo Brasil, sendo a principal produtora a Cervejaria Antuérpia, da cidade de Juiz de Fora, Minas Gerais.
Atualmente a Rio Carioca possui três rótulos de produção contínua:
Pilsen Responsa – Uma German Pilsner
Trigo Especial – Uma Hefeweizen
Malte Limão - Uma Witbier
Sua distribuição é focada na região metropolitana do Rio de Janeiro. 

## Marca
A marca da cervejaria foi idealizada e criada por seus fundadores e é inspirada pela tradição evocada pelos 451 anos da cidade do Rio de Janeiro.
Tem na arquitetura portuguesa, a inspiração para a marca, rótulo e toda a programação visual. Baseada nos antigos azulejos portugueses, muito comuns nos tradicionais bares do Rio de Janeiro, fartamente utilizados na arquitetura do Rio de Janeiro.
Aliado à tudo isso ainda repara-se a influência do barroco, o brasão, os afrescos, as serifas utilizadas nas cervejas alemãs ganhando uma versão carioca tradicional.
O nome, Rio Carioca, remete ao Rio Carioca localizado no município do Rio de Janeiro, que nasce na Floresta da Tijuca e deságua na Baía de Guanabara. O rio está intimamente vinculado ao desenvolvimento urbano da cidade, tendo sido usado como fonte de água doce desde os inícios da época colonial. Em 1503, na sua foz, onde hoje é a Praia do Flamengo, foi construída, a mando de Gonçalo Coelho, uma casa que ficaria para sempre marcada na memória do Rio de Janeiro. Os índios tamoios que viviam na região passaram a chamá-la de akari oka, que significa "casa de cascudo". "Cascudo" seria o apelido dado pelos índios aos portugueses, por causa da semelhança entre as armaduras dos portugueses e as placas características do corpo desse peixe. Segundo alguns, o termo teria dado origem não só ao nome do rio mas também ao nome do natural da cidade do Rio de Janeiro.
As águas do rio foram canalizadas e desviadas já nos séculos XVII e XVIII, durante a construção do Aqueduto da Carioca (também conhecido por Arcos da Lapa). Terminado em 1750, o aqueduto alimentava várias fontes e chafarizes do Rio de Janeiro colonial. Uma das principais dessas fontes localizava-se num largo no centro da cidade, o que deu origem à denominação do Largo da Carioca. O rio foi, durante toda a época colonial, a principal fonte de água doce para a população.

## Mídia
A Cerveja Rio Carioca estabeleceu-se pela inovação nas ações publicitárias, sempre utilizando o típico humor carioca. Em parceria com a agência publicitária Onzevinteum, do Rio de Janeiro, vem revolucionando as campanhas publicitárias do ramo cervejeiro e destacando-se no segmento artesanal usando muito bem campanhas de oportunidade, onde fatos do cotidiano são usados como inspiração.
Destacaram-se por utilizar fatos cotidianos, a crise política brasileira, em 2016, como fonte de inspiração para as suas campanhas, sempre com muito bom humor e elegância.
Foi a primeira cervejaria do mundo a exibir vídeos publicitários em TV aberta, a partir da Rede Record, no ano de 2016.